# 质子-K/DM组级运载火箭
质子-K/DM组级运载火箭（俄语：Прото́н-К/РБ ДМ）苏联研制的质子号系列运载火箭中的一种四级型号。美国国防部对这种火箭的代号是“SL-12”，美国国会的谢尔顿命名法（用于识别火箭的衍生型号）则称其为“D-1-e”。
质子-K/DM组级的主要特点是使用了被称为“DM组级”的上面级，这种上面级使苏联人第一次获得了将人造卫星送入地球静止轨道的能力（由于拜科努尔发射场的位置太靠北，苏联向赤道上空发射卫星是很困难的）。DM组级是在原有的上面级D组级的基础上开发的（D组级只能发射深空探测器），于1974年第一次投入使用。
质子-K/DM组级火箭于1974年3月26日第一次发射，将宇宙-637卫星（苏联的第一颗地球同步轨道通信卫星）送入轨道。火箭在1990年停止使用，共发射了66次（其中6次失败）。
DM组级又发展出两个型号：DM2组级（1982年）和DM5组级（1997年），所构成的火箭可以分别称为质子-K/DM2组级（8K82K/11S861）、质子-K/DM5组级（8K82K/17S40）。质子-K/DM2组级于1982年10月12日第一次发射，载荷是一颗格洛纳斯导航卫星（宇宙-1413）；DM2组级又发展出DM2-M组级（配套的火箭为8K82K/11S861-01，1994年首飞）。质子-K/DM5组级于1997年6月6日第一次发射，载荷为宇宙-2344军事侦察卫星。
1996年4月8日执行第一次国际商业发射任务（欧洲阿斯特拉-1F卫星）的火箭是质子-K/DM2-M组级。

## 资料来源
- 《中国航天》，2004年10月号，26页
- 质子-K：赫鲁尼切夫航天中心官方网站 （页面存档备份，存于）
- 质子-K/DM组级 （页面存档备份，存于）